# Pavel Filip
Pavel Filip (Pănăşeşti, 10 d'abril de 1966) és un polític moldau que ha estat Primer ministre de Moldova des de 20 de gener de 2016 al 8 de juny de 2019. És membre del Partit Democràtic de Moldàvia (PDM), i afiliat amb l'Aliança per III d'Integració Europea.

## Biografia
Pavel Filip va néixer a Pănăşeşti el 10 d'abril de 1966. Entre 1983 i 1990 va estudiar a l'Institut Politècnic de Chisinau, i entre 1991 i 1996, a l'Institut Internacional de Gestió. De 1991 a 2008 va treballar a Chisinau a l'empresa del sector alimentari SA Bucuria en diverses funcions, arribant a ser director general de l'empresa de 2001 a 2008. Entre 2008 i 2011 va ser director general de la tabacalera Tutun-CTC.
Va ser Ministre de Comunicacions i Tecnologies Informatives de 2011 fins a gener de 2016 en els governs de Vlad Filat, Iurie Leancă, Chiril Gaburici i Valeriu Streleț.

### Primer ministre
El primer ministre Valeriu Streleț, del Partit Liberal Democràtic de Moldàvia (PLDM) va ser destituït pel Parlament el 29 d'octubre de 2015 enmig d'una onada de protestes que van durar 3 mesos i el president Nicolae Timofti va vetar la candidatura de Vladimir Plahotniuc afirmant que no reunia "els criteris d'integritat necessaris", i el Partit Democràtic de Moldàvia (PDM) va acordar amb el PLDM i el Partit Liberal (PL) investir primer ministre a Pavel Filip, que el 15 de gener va rebre l'aval de Timofti. El govern de Filip es va veure sacsejat per diverses dimissions de ministres per afers de corrupció. El maig del 2017 el PL de Mihai Ghimpu va abandonar el govern en protesta per la detenció per corrupció de Dorin Chirtoaca, l'alcalde de Chisinau i Filip va incorporar al govern el Partit Popular Europeu de Moldàvia. El 27 de juliol de 2017 el primer ministre va sobreviure amb comoditat a una moció de censura, i el govern va arribar al final de la legislatura, però Filip no va optar a la reelecció.

### Crisi constitucional de 2019
Com a resultat de les eleccions legislatives de Moldàvia de 2019, el partit va quedar en primer lloc i el 8 de juny Zinaida Greceani fou escollida com a 12a presidenta del Parlament de Moldàvia i Maia Sandu Primera ministra de Moldàvia amb una coalició de Plataforma Dignitat i Veritat (PPDA), Partit d'Acció i Solidaritat (PAS) i PSRM provocant una breu crisi constitucional. El Partit Democràtic de Moldàvia (PDM) elevar una petició al Tribunal Suprem, al·legant que el govern no s'havia format a temps, doncs el termini acabava el 7 de juny, concloent que s'havien de celebrar eleccions anticipades. L'endemà, el Tribunal va suspendre el president de Moldàvia Igor Dodon per no haver dissolt el parlament, i va nomenar l'ex primer ministre Pavel Filip del PDM com a president en funcions, que va emetre immediatament un decret de dissolució del parlament, que el nou govern va considerar il·legal i el 15 de juny de 2019, el Tribunal Constitucional va revisar i declarar constitucionalment creat el Gabinet de Sandu. Sandu fou destituïda en una moció de censura el 12 de novembre d'aquell mateix any per l'esborrany de llei assumit pel govern per delegar una part de les seves competències plenàries al primer ministre per proposar una "llista curta" amb els candidats al càrrec de fiscal general. El seu govern fou substituït per un govern de coalició entre PSRM i PDM encapçalat per Ion Chicu, del PDM.